# Skyesjön
Skyesjön är en sjö i Olofströms kommun i Blekinge och ingår i Mörrumsån-Skräbeåns kustområde. Sjön har en area på 0,447 kvadratkilometer och ligger 88,9 meter över havet. Vid provfiske har abborre, gädda, mört och ruda fångats i sjön.
Det finns en fiskevårdsförening på orten som tillgodoser att intressen följs. Det planteras in fisk ibland, Det är förbjudet att fiska om man inte innehar fiskekort. Det finns detta år (2015) 4 stycken bryggor i sjön.

## Delavrinningsområde
Skyesjön ingår i det delavrinningsområde (623677-142633) som SMHI kallar för Utloppet av Orlunden. Medelhöjden är 101 meter över havet och ytan är 24,98 kvadratkilometer. Det finns ett avrinningsområde uppströms, och räknas det in blir den ackumulerade arean 60,01 kvadratkilometer. Avrinningsområdets utflöde Östra Orlundsån mynnar i havet. Avrinningsområdet består mestadels av skog (72 %) och jordbruk (12 %). Avrinningsområdet har 2,2 kvadratkilometer vattenytor vilket ger det en sjöprocent på 8,8 %. Det finns en fiskevårdsförening på orten som tillgodoser att intressen följs. Det planteras in fisk ibland, Det är förbjudet att fiska om man inte innehar fiskekort. Det finns detta år (2015) 4 stycken bryggor i sjön.